# Cabinet Goppel II
État libre de Bavière
Goppel I Goppel III
Le cabinet Goppel II  (en allemand : Kabinett Goppel II) est le gouvernement de l'État libre de Bavière entre le 5 décembre 1966 et le 8 décembre 1970, durant la sixième législature du Landtag.

## Composition

### Initiale (5 décembre 1966)
- Les nouveaux ministres sont indiqués en gras, ceux ayant changé d'attributions en italique.

| Fonction                                                        | Titulaire | Titulaire        | Parti |
| --------------------------------------------------------------- | --------- | ---------------- | ----- |
| Ministre-président                                              |           | Alfons Goppel    | CSU   |
| Vice-ministre-président Ministre de l'Agriculture et des Forêts |           | Alois Hundhammer | CSU   |
| Ministre de l'Intérieur                                         |           | Bruno Merk       | CSU   |
| Ministre de la Justice                                          |           | Philipp Held     | CSU   |
| Ministre des Finances                                           |           | Konrad Pöhner    | CSU   |
| Ministre de l'Économie et des Transports                        |           | Otto Schedl      | CSU   |
| Ministre de l'Enseignement et de l'Éducation                    |           | Ludwig Huber     | CSU   |
| Ministre du Travail et de la Protection sociale                 |           | Fritz Pirkl      | CSU   |
| Ministre des Affaires fédérales                                 |           | Franz Heubl      | CSU   |

### Remaniement du 10 mars 1969
- Les nouveaux ministres sont indiqués en gras, ceux ayant changé d'attributions en italique.

| Fonction                                                         | Titulaire | Titulaire      | Parti |
| ---------------------------------------------------------------- | --------- | -------------- | ----- |
| Ministre-président                                               |           | Alfons Goppel  | CSU   |
| Vice-ministre-président Ministre de l'Économie et des Transports |           | Otto Schedl    | CSU   |
| Ministre de l'Intérieur                                          |           | Bruno Merk     | CSU   |
| Ministre de la Justice                                           |           | Philipp Held   | CSU   |
| Ministre des Finances                                            |           | Konrad Pöhner  | CSU   |
| Ministre de l'Enseignement et de l'Éducation                     |           | Ludwig Huber   | CSU   |
| Ministre de l'Agriculture et des Forêts                          |           | Hans Eisenmann | CSU   |
| Ministre du Travail et de la Protection sociale                  |           | Fritz Pirkl    | CSU   |
| Ministre des Affaires fédérales                                  |           | Franz Heubl    | CSU   |